# Smolenice
Smolenice és un poble i municipi d'Eslovàquia que es troba a la regió de Trnava, a l'oest del país.

## Història
La primera menció escrita de la vila es remunta al 1256.

## Demografia
| Godina             | 1994 | 2004   | 2014   | 2024   |
| ------------------ | ---- | ------ | ------ | ------ |
| Nombre de persones | 3211 | 3235   | 3358   | 3228   |
| Diferència         |      | +0,74% | +3,80% | −3,87% |

| Godina             | 2023 | 2024   |
| ------------------ | ---- | ------ |
| Nombre de persones | 3242 | 3228   |
| Diferència         |      | −0,43% |